# SSNA1
SSNA1 (англ. SS nuclear autoantigen 1) – білок, який кодується однойменним геном, розташованим у людей на 9-й хромосомі. Довжина поліпептидного ланцюга білка становить 119 амінокислот, а молекулярна маса — 13 596.
| 10         |  | 20         |  | 30         |  | 40         |  | 50         |
| ---------- |  | ---------- |  | ---------- |  | ---------- |  | ---------- |
| MTQQGAALQN |  | YNNELVKCIE |  | ELCQKREELC |  | RQIQEEEDEK |  | QRLQNEVRQL |
| TEKLARVNEN |  | LARKIASRNE |  | FDRTIAETEA |  | AYLKILESSQ |  | TLLSVLKREA |
| GNLTKATAPD |  | QKSSGGRDS  |  |            |  |            |  |            |

A: Аланін

C: Цистеїн

D: Аспарагінова кислота

E: Глутамінова кислота

F: Фенілаланін

G: Гліцин

I: Ізолейцин

K: Лізин

L: Лейцин

M: Метіонін

N: Аспарагін

P: Пролін

Q: Глутамін

R: Аргінін

S: Серин

T: Треонін

V: Валін

Задіяний у такому біологічному процесі, як ацетилювання. 
Локалізований у цитоплазмі, цитоскелеті, ядрі.